# Attaques à la roquette de 2022 à Erbil
 (mars 2022).
Les attaques à la roquette de 2022 à Erbil sont survenues le 13 mars 2022 lorsque plusieurs missiles balistiques ont été lancés par le Corps des Gardiens de la révolution islamique (GRI) depuis la province de l'Azerbaïdjan oriental, en Iran, contre la ville septentrionale d'Erbil dans la région du Kurdistan, en Irak,.
Des missiles balistiques Fateh-110 (en) auraient été lancés depuis l'Iran. Le GRI a déclaré que la cible était le "centre stratégique" d'Israël à Erbil. Les autorités kurdes ont signalé que parmi les endroits touchés par les missiles figuraient le consulat américain de la ville et un quartier résidentiel. Un civil a été blessé par l'attaque. Selon un responsable américain, les cibles englobaient des bâtiments où une cellule du Mossad était soupçonnée d'opérer, selon une conversation avec un homologue irakien.
Le lendemain, le Corps des gardiens de la révolution islamique a revendiqué l'attaque.

## Contexte
Quelques jours auparavant, le GRI avait publié une déclaration promettant qu'Israël paierait pour le meurtre d'Ehsan Karbalaipour et de Morteza Saeidnejad, deux colonels du GRI tués lors d'une frappe aérienne israélienne dans la périphérie de Damas en Syrie le 7 mars,,. Le général de division Hossein Salami, commandant en chef du CGRI et le général Amir Ali Hajizadeh ont assisté à leurs funérailles.
Les missiles balistiques ont frappé la cible à 1 h 20 du matin, au moment même de l'assassinat du général de division Qassem Soleimani par une frappe de drone américain en 2020.

## Réactions
Le 13 mars, l'Irak a convoqué l'ambassadeur d'Iran pour protester contre l'attaque de missile, dénonçant une "violation flagrante de la souveraineté (irakienne)", l'Irak a protesté contre les frappes de missiles qui avaient causé "des pertes matérielles" et "des dommages aux installations civiles et aux maisons".
Le religieux chiite irakien Moqtada al-Sadr a répondu à l'attaque en tweetant "Le territoire de l'Irak du sud au nord et d'est en ouest ne devrait pas faire partie des conflits" et que "l'implication" de l'Irak dans les conflits était un dangereux précédent, tout en appelant le autorités compétentes d'envoyer immédiatement une lettre de protestation aux Nations unies et en plus de convoquer l'ambassadeur d'Iran,.
Les frappes aériennes ont également été dénoncées par le Premier ministre irakien, Moustafa al-Kazimi, le département d'État des États-Unis, le président irakien, Barham Salih et l'ancien président kurde irakien Massoud Barzani, dont les deux derniers l'ont qualifié d'attaque terroriste,.